# Oncocalyx
Oncocalyx es un género de arbustos  pertenecientes a la familia Loranthaceae. Es originario de Sudamérica.

## Taxonomía
El género fue descrito por Philippe Édouard Léon Van Tieghem y publicado en Bulletin de la Société Botanique de France 42: 258, en el año 1895. La especie tipo es Loranthus welwitschii Engl. = Oncocalyx welwitschii (Engl.) Polhill & Wiens.

## Especies aceptadas
A continuación se brinda un listado de las especies del género Oncocalyx aceptadas hasta noviembre de 2014, ordenadas alfabéticamente. Para cada una se indica el nombre binomial seguido del autor, abreviado según las convenciones y usos.
- Oncocalyx angularis M.G.Gilbert
- Oncocalyx bolusii 	(Sprague) Wiens & Polhill
- Oncocalyx cordifolius	Wiens & Polhill
- Oncocalyx doberae (Schweinf.) A.G.Mill. & J.A.Nyberg
- Oncocalyx fischeri (Engl.) M.G.Gilbert
- Oncocalyx ghikae (Volkens & Schweinf.) M.G.Gilbert
- Oncocalyx glabratus (Engl.) M.G.Gilbert
- Oncocalyx kelleri (Engl.) M.G.Gilbert
- Oncocalyx quinquenervius (Hochst.) Wiens & Polhill
- Oncocalyx rhamnifolius (Engl.) Tiegh.
- Oncocalyx schimperi (Hochst. ex A.Rich.) M.G. Gilbert
- Oncocalyx sulfureus (Engl.) Wiens & Polhill
- Oncocalyx ugogensis (Engl.) Wiens & Polhill
- Oncocalyx welwitschii (Engl.) Polhill & Wiens